# Assamia bituberculata
Assamia bituberculata is een hooiwagen uit de familie Assamiidae. De wetenschappelijke naam van Assamia bituberculata gaat terug op Thorell.